# Spencer Rochfort
Spencer D’Oyly Rochfort (ur. 9 grudnia 1966 w Fort Worth, w stanie Teksas) – amerykański aktor, najbardziej znany z roli Bretta, eksperta od materiałów wybuchowych w serialu Brygada Acapulco. Dorastał w Vancouverze, w prowincji Kolumbia Brytyjska. Ma podwójne obywatelstwo amerykańskie i kanadyjskie.

## Wybrana filmografia

### Filmy fabularne
- 1990: Narty i żarty (Ski School) jako Derek Stevens
- 1990: Sylvan Lake Summer jako Troy
- 1993: Upadek (Falling Down) jako drugi gej
- 1993: Zabójczy pocałunek (Kiss of a Killer, TV) jako młody mężczyzna
- 1997: Motel Blue jako Steven Butler
- 2007: Moralna propozycja (A Decent Proposal, TV) jako Nick Marsh

### Seriale TV
- 1989: 21 Jump Street jako John / Preppie Guy
- 1989: Niebezpieczna zatoka (Danger Bay) jako
- 1990: Przybrzeżne fale morskie (The Beachcombers) jako Jordey
- 1990: Neon Rider jako Chad Mason
- 1992: Słoneczny patrol (Baywatch) jako Zack
- 1993-94: Brygada Acapulco (Acapulco H.E.A.T.) jako Brett
- 1995: Jedwabne pończoszki (Silk Stalkings) jako Kyle Warner
- 1995: Ellen jako Jerry
- 1996: Słoneczny patrol (Baywatch) jako Eddie
- 1996: Grace w opałach (Grace Under Fire) jako długowłosy facet
- 1998: Niebieski Pacyfik (Pacific Blue) jako David Zane
- 1998: Beverly Hills, 90210 jako Johnny
- 1998-99: Mali mężczyźni (Little Men) jako Nicolas Riley
- 1999: Brygada Acapulco (Acapulco H.E.A.T.) jako Brett
- 1999: Słoneczny patrol (Baywatch) jako Jason